# 任天堂DSi
任天堂DSi（多簡稱為NDSi、DSi）是日本電子遊戲商任天堂研發的掌上遊戲機，為任天堂DS系列的第三代機種，前代主機為2006年推出的任天堂DS Lite。
原版任天堂DSi於2008年10月的東京任天堂秋季發表會上首次公開，並於同年11月在日本、2009年4月在歐洲及北美地區正式推出；2009年底，任天堂發售任天堂DSi大螢幕升級機型，取名為任天堂DSi LL（歐美地區稱為任天堂DSi XL）。繼任主機為2011年推出的任天堂3DS。
任天堂DSi的外型及規格大致與任天堂DS Lite相同，整體風格延續任天堂DS系列的雙螢幕設計，不過加大了螢幕尺寸，並新增了相機功能；不過，為了減少主機厚度及製造成本，任天堂DSi取消了任天堂DS系列一貫的向下相容設計，並移除了Game Boy Advance卡匣插槽。任天堂DSi與所有的原版任天堂DS遊戲皆相容，並另外擁有獨立的數位遊戲陣容DSiWare。任天堂DSi/DSi LL合計銷量為4137萬部，使任天堂DS系列主機之總銷量達到了1億5402萬部，位居電子遊戲機銷量排行第二名，僅次於索尼的PlayStation 2。

## 歷史

### 開發
任天堂DSi的開發始於2006年底，開發企劃人為任天堂情報開發本部的桑原雅人。在任天堂高層要求任天堂DSi採用的晶片組規格必須在2007年初定案之下，研發時程變得十分緊縮；開發小組在尋找適當硬體規格的同時，還要克服相容性問題。據桑原雅人表示：「我們必須（在缺乏首發遊戲陣容之下）單獨銷售任天堂DSi。因此，與原版任天堂DS遊戲的相容性是必須的。」相機功能於主機開發早期亦為一大重點。在開發過程中的一次會議上，時任任天堂社長岩田聰表示，任天堂DSi的螢幕有如「觸覺」、麥克風則有如「聽覺」；此時有人建議為主機加入「視覺」（即相機），開發小組因而決定為主機加入前後共兩顆相機。桑原雅人的開發小組還一度試圖為相機引入旋轉機能，不過最後因為技術成本及整體設計的考量而作罷。根據消費者對前代主機任天堂DS Lite的評論及感想，任天堂在此次改版中提升了麥克風的音效品質，並將上下螢幕加大。但是，為了在維持主機堅固程度的情況下提升易攜度，並同時考量製造成本的因素之下，任天堂DSi取消了任天堂DS系列主機一貫的向下相容設計，並移除了主機下方的Game Boy Advance卡匣插槽。不過考量到部分消費者的需求，任天堂在發布任天堂DSi/DSi LL之後，仍持續銷售保有相容性的前代主機任天堂DS Lite，直到2016年任天堂DS Lite停產為止。

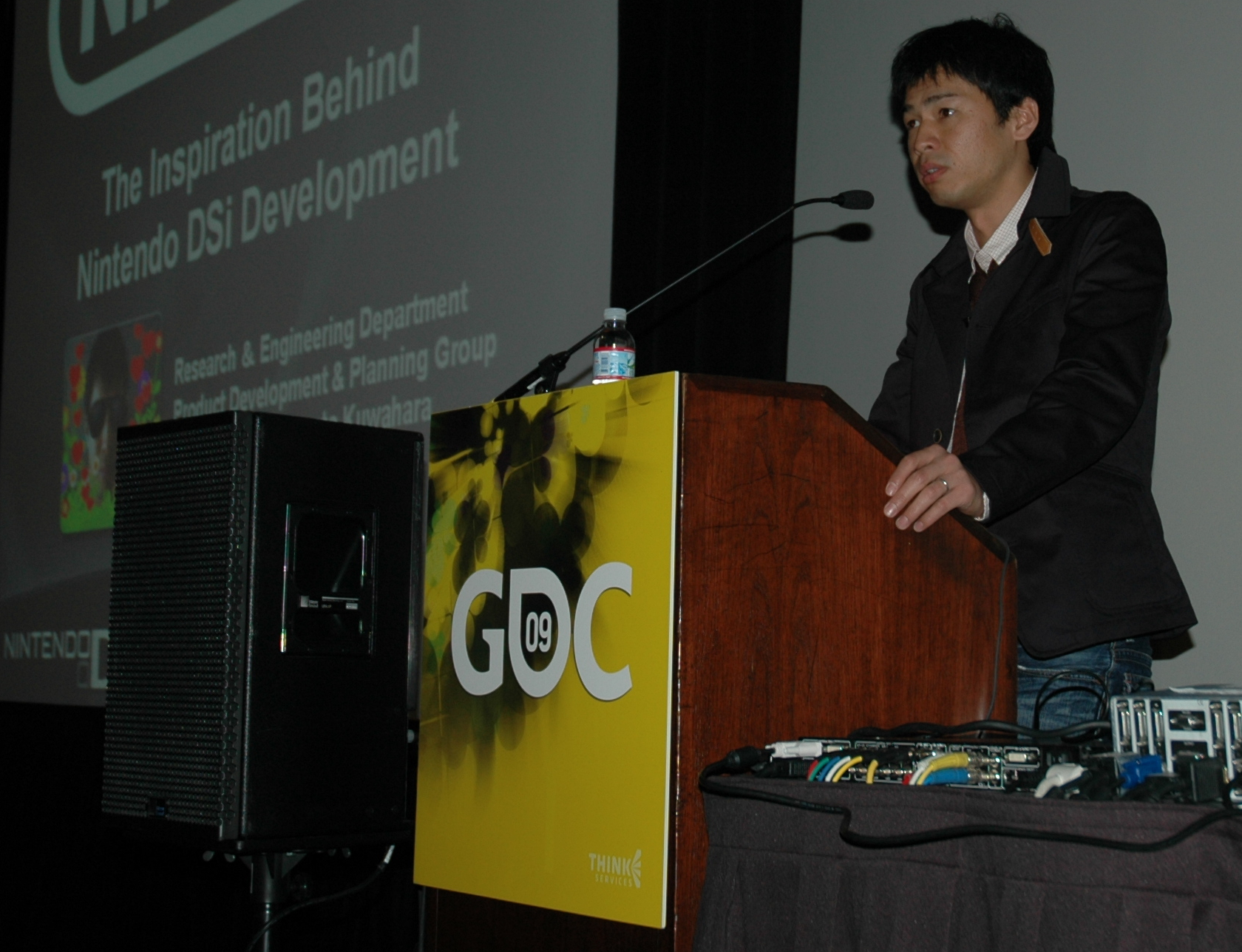
在此張照片中，桑原雅人正於2009年遊戲開發者大會中介紹任天堂DSi的設計理念。

在任天堂DSi的開發過程中，一度因主機的尺寸改變而延遲了研發時程。在任天堂DSi的原始設計草稿中，主機擁有兩個專用卡匣插槽，使主機大小較任天堂DS Lite增加許多；在2007年下半年，設計草稿被送至任天堂情報開發本部審查，但因其大小而一度遭到駁回；不過在岩田聰及桑原雅人的堅持下，仍製造了少量原型機以供測試。最終，在經過縝密的市場分析及成本考量後，開發小組還是捨棄了雙卡匣插槽設計。據岩田聰表示，這項決議下達的太晚，以至於嚴重耽誤了主機的研發時程，使主機研發的緊迫程度甚至逼近開發一部全新掌機。
在開發小組決定變更設計後，重新設計任天堂DSi外殼的重責大任，就落到了主機外殼設計負責人江原唯身上。他改變了主機內建揚聲器的孔徑，藉以縮小主機大小，並在與任天堂DS Lite做出區別的同時，保持任天堂DS系列主機「簡潔」與「整齊」的特色。此設計草稿獲得高層採用，使用改版設計的任天堂DSi於2008年10月2日的東京任天堂秋季發表會上首次公開。在任天堂DSi發表時，任天堂DS系列主機在日本的銷量已逐漸疲軟，加上最大的競爭對手PlayStation Portable急起直追，促使任天堂迅速發售新機型以刺激主機銷量；但對於任天堂DS Lite人氣仍高的海外市場，任天堂高層決議等待時機成熟再發布主機，使得任天堂DSi直至隔年才陸續在各個海外市場發售。
早在2007年時，即有研發大螢幕版本任天堂DS Lite機型的計畫出現，最終促成了任天堂DSi LL（歐美地區稱為任天堂DSi XL，Nintendo DSi XL）的誕生。此大螢幕版本任天堂DS Lite機型的上下螢幕尺寸皆達3.8英寸（97公釐），開發進度並已達到可大量生產的情況。不過，在時任任天堂社長岩田聰的決議之下，此計畫被暫時停止。後來，岩田聰提出了同時發售正常版及大螢幕版本任天堂DSi的計畫，不過當時任天堂的硬體開發小組已因為任天堂DSi的設計變更而陷入困境，更何況要同時研發正常版及大螢幕版本的任天堂DSi；因此直到任天堂DSi發售之後，桑原雅人及其開發小組才有餘力開始專注於大螢幕版本任天堂DSi的研發。在開發過程中，輿論對此版本任天堂DSi的名稱有著諸多揣測，具體包括「任天堂DSi Comfort」、「任天堂DSi Executive」、「任天堂DSi Premium」及「任天堂DSi Living」等。2009年10月，任天堂首次公布大螢幕版本任天堂DSi的詳細資訊，並正式取名為任天堂DSi LL（在海外被稱為任天堂DSi XL，Nintendo DSi XL）。任天堂DSi LL的螢幕尺寸較任天堂DSi大，達4.2吋（110公釐），螢幕可視角度也較前代機型提升，使用戶不必持續以特定角度注視主機螢幕。

### 發售
2008年11月1日，任天堂DSi於日本、2009年4月3日於歐洲發售，首發顏色皆包括白色及黑色；2009年4月5日，任天堂DSi於北美地區發售，首發顏色為黑色及藍色，首發遊戲為《節奏天國 黃金版》；2009年12月15日，任天堂DSi以「神遊iQue DSi」的名義引進中國大陸，首發顏色包括白色及黑色，首發遊戲為《任天狗狗》。

日本任天堂準備了20萬部任天堂DSi作為首發庫存，結果首日即售出超過17萬部，其它3萬部也皆被預訂。至2008年11月底，任天堂DSi銷量已達53.5萬部，只略落後於同時期任天堂DS Lite的55萬部；在首發兩天內，北美及歐洲的任天堂DSi銷量合計已達60萬部，北美的任天堂DSi首周銷量甚至達同時期任天堂DS Lite銷量的兩倍，來到了43.5萬部。

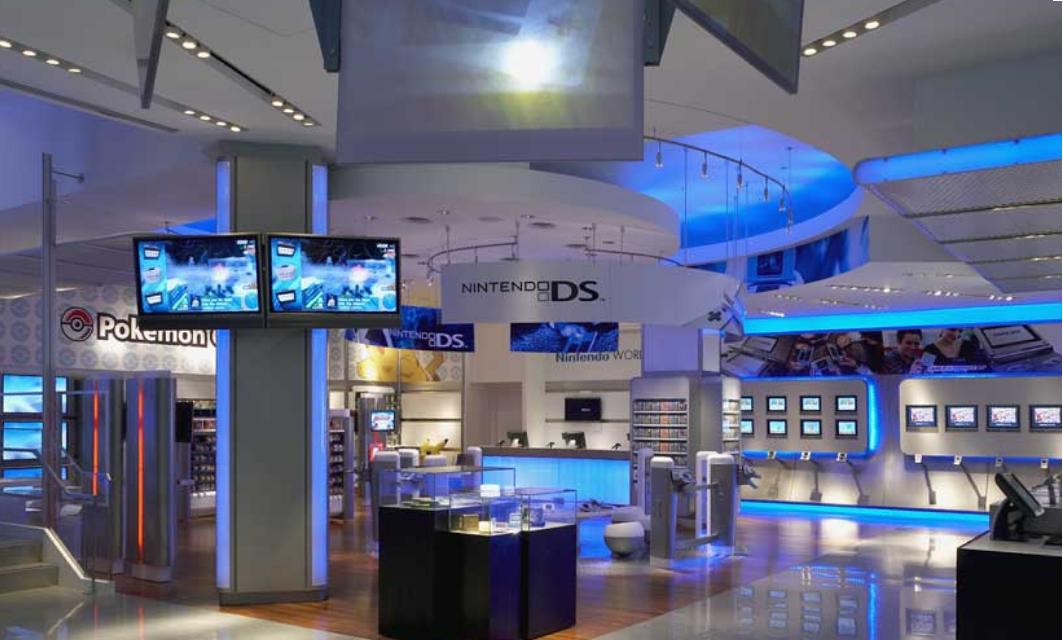
正在準備活動的紐約任天堂世界旗艦店。

任天堂為任天堂DSi舉辦了許多活動，包括在紐約的任天堂世界旗艦店及洛杉磯的環球城市大道舉辦官方的首發活動，多達150人徹夜等待GameStop及其他零售通路引進任天堂DSi。另外，一部由知名積木藝術家西恩·肯尼（Sean Kenney）製作，以樂高積木組成的大型任天堂DSi模型也同時在紐約任天堂世界展出。
2009年11月21日，任天堂DSi LL於日本發售，首發顏色包括古銅色、酒紅色和白色；任天堂DSi XL則於2010年3月5日在歐洲、3月28日在北美發售，首發顏色皆包括古銅色及酒紅色。在首發兩天內，日本的任天堂DSi LL銷量已達10萬部；北美方面則在首發三天內，售出了14.1萬部任天堂DSi XL。
2010年3月23日，為在該年E3電子娛樂展前吸引媒體及消費者的注意，任天堂提前發表了任天堂DS系列的繼任者任天堂3DS。此舉大幅影響了任天堂DSi XL在北美的銷量。M2研究的分析師比利·皮吉昂（Billy Pigeon）表示：「在日本，（任天堂）DSi XL（LL）已推出將近一季，日本任天堂總部可能因此而忽略了北美地區的實際情形，而誤判了（任天堂）3DS的公佈時機。」許多任天堂股東及投資者因而質疑任天堂高層的決策，時任任天堂社長岩田聰對此則解釋：「那些想要在發表會結束後立即入手任天堂3DS的人，多半對電子遊戲界已非常熟悉；而那些購買任天堂DSi LL（XL）的人則多半不會深入了解現況。」

## 理念及銷量
| 自2008至2017年的任天堂DSi銷量圖表。 |            |                |
| 地區                                | 銷量（部） | 首發日期       |
| 任天堂DSi                           |            |                |
| 日本                                | 590萬      | 2008年11月1日  |
| 北美                                | 1235萬     | 2009年4月5日   |
| 其它                                | 1019萬     | 2009年4月2日   |
| 總計                                | 2844萬     | 不適用         |
| 任天堂DSi LL/XL                     |            |                |
| 日本                                | 235萬      | 2009年11月21日 |
| 北美                                | 585萬      | 2010年3月28日  |
| 其它                                | 474萬      | 2010年3月5日   |
| 總計                                | 1293萬     | 不適用         |
| 總計                                | 4137萬     | 4137萬         |

相較於任天堂的前代掌上遊戲機Game Boy系列，任天堂DS系列鎖定的消費者年齡層更加的廣大。在與當時電子遊戲機銷量排行第一的家用遊戲機，索尼的PlayStation 2比較後，任天堂認為其任天堂DS系列仍具有發展潛力，因而促成了任天堂DSi/DSi LL的產生。據時任任天堂社長岩田聰表示，由於多數家庭只共同使用一部任天堂DS或任天堂DS Lite，因此為使每位家庭成員皆購買遊戲機，任天堂為任天堂DSi加入了許多個人化功能。
任天堂DSi名稱內的「i」可解釋為「單一個體」（I）或「相機（眼睛）」（Eyes），其中單一個體的涵義與當時任天堂推出的家用遊戲機Wii正好相反，其名稱內的兩個「i」為「讓大家聚在一起」的意思。據時任美國任天堂總裁雷吉·菲爾斯埃米表示：「若Wii代表著闔家歡樂，則DSi就代表著個人的創造力。」另外，時任任天堂社長岩田聰曾表示：「任天堂DSi對小孩來說是第一部相機，對大人來說則是一種社交工具。」他更表示，任天堂DSi的相機功能不會用來與行動電話及音樂播放器競爭：
在行動電話製造商於畫質與變焦機能方面、音樂播放器製造商在儲存空間及主機大小方面競爭之時，任天堂則試圖為數位媒體互動的可能性開闢一條全新的道路。——時任任天堂社長岩田聰，2008年
任天堂DSi成功的穩定了任天堂掌上遊戲機的銷量。2009年，任天堂DSi的銷量占了英國任天堂掌上遊戲機銷量的40%，同時長年位居日本遊戲機銷量榜首；在發售後的三個月內，任天堂DSi的銷量比同時間內Wii、任天堂DS及任天堂DS Lite的銷量都高；2010年，北美地區之任天堂DSi銷量已達20萬部，優於同時銷量略為下滑的Wii；據電子遊戲網站Gamasutra估計，2010年的任天堂DSi銷量已達同時期任天堂所有掌上遊戲機銷量的一半。2009年10月，美國任天堂總裁雷吉·菲爾斯埃米宣布任天堂DSi於北美的銷量已達220萬部，並表示：「在有了任天堂DSi的實際銷售經驗之後，我們可以大膽的說，如果你給消費者想要的東西，他們就肯定會付錢。」2010年3月，任天堂DSi/DSi LL全球合計銷量達1688萬部，占了同時期任天堂DS全系列遊戲機銷量的62%之多。2010年6月，任天堂首次降低了任天堂DSi/DSi LL的售價。2011年3月，任天堂DSi/DSi LL全球合計銷量達1466萬部，占同時期任天堂DS全系列遊戲機銷量的84%。
2011年2月，任天堂DS系列的繼任者任天堂3DS發售，但初期銷量不佳，迫使任天堂於2011年8月降低其售價至與任天堂DSi LL相同以刺激買氣。此舉大幅影響了任天堂DS系列遊戲機的銷量，使當月的任天堂DS系列遊戲機銷量下滑達45%；不過由於任天堂3DS銷量的上升，使當月任天堂掌上遊戲機的整體銷量大略維持相同。2012年5月，任天堂再次降低了任天堂DSi/DSi LL的售價，Gamasutra描述此舉為「任天堂DS系列的終結之兆」，並表示：「在明年此時，任天堂DS系列的貢獻將變得微不足道。任天堂將會把所有人力資源全部投入到任天堂3DS的遊戲軟體開發中。」
2014年後，任天堂DSi/DSi LL機型銷量已基本趨近於零。2017年3月31日，隨著任天堂DSi商店正式停止服務，宣告任天堂DSi的生命週期正式終結。

## 硬體

### 簡介
任天堂DSi之設計大致與前代主機任天堂DS Lite相同。任天堂DSi之主機長度較任天堂DS Lite減少了12%，即0.1英寸（2.5），但寬度則較任天堂DS Lite大，重量也較輕。任天堂DSi整體風格延續任天堂DS系列的雙螢幕設計，主機配有兩面對角線寬度為3.25英寸（83）大的薄膜電晶體液晶顯示器（TFT-LCD），其較任天堂DS Lite之螢幕尺寸提升了0.25英寸（6.4），同時發色數為262,144色。主機下方的螢幕具備多點觸控機能，並支援觸控筆；內建按鍵包括字母按鍵（A、B、X、Y）、十字鍵、左右肩鍵（L、R）、開始按鈕、選擇按鈕及電源按鈕；主機下方有卡匣插槽、左右肩鍵及電源線孔。需要注意的是，任天堂DSi附贈的交流配接器（型號為WAP-002）與其它任天堂DS系列遊戲機皆不相容。
任天堂DSi首度引進了相機功能，配備了兩個30萬畫素的影片圖形陣列（VGA）相機，分別位於主機螢幕旋轉軸及主機背面。另外，任天堂DSi首度支援SD卡，插槽位於主機右側。任天堂DSi繼任天堂DS Lite的切換開關之後，再度使用與原版任天堂DS相同的電源按鈕啟動主機，不過按鈕位置與原版任天堂DS不同，改為在主機下方螢幕的左側。主機左側有亮度及音量控制開關，其中亮度大小有六種選擇，比任天堂DS Lite多了一個；耳機孔則位於主機的下方。
任天堂DSi採用擁有特殊光澤的螢幕，以防止沾黏指紋及髒汙。任天堂DSi有六種不同的主機顏色，不過部分特殊顏色曾只於特定地區銷售。例如，萊姆綠色曾為日本限定，而紅色曾只有歐美玩家才可以入手；北美版本的藍色任天堂DSi與日版也有些微色調差異。此外，任天堂還曾發售許多特別塗裝版及同捆版本的任天堂DSi，並曾與《逆轉檢事》及《最終幻想水晶編年史 時之回聲》等第三方遊戲合作。

### 任天堂DSi LL
任天堂DSi LL為任天堂DSi的大螢幕版本。據時任任天堂社長岩田聰在任天堂DSi LL的發表會上表示，「在（任天堂DSi LL）之前，我們因為成本及技術的限制，無法進一步將掌上遊戲機的螢幕擴大，並持續新增功能。如今，任天堂DSi LL不只將螢幕加大，並且還改進了螢幕品質、增大螢幕可視角度，使用戶不必持續以特定角度注視主機螢幕。」他並表示，相對於注重個人化需求的任天堂DSi，任天堂DSi LL適合「放置於客廳當中」，讓家庭成員共同分享。
任天堂DSi LL是任天堂DS全系列遊戲機中體積最大、重量最重的機型，主機配有兩面對角線寬度為4.2英寸（110）大的TFT-LCD顯示器，較任天堂DSi加大了29%，不過螢幕解析度與任天堂DSi相同；任天堂DSi LL還加大了喇叭的大小及音量。任天堂DSi LL預設仰角為120°，較任天堂DSi的155°小，使玩家在桌面上使用主機時更容易觀看螢幕。任天堂DSi LL附贈了兩支觸控筆，其中一支可放入主機中，另一隻則較厚、較長，需另外放置。
任天堂DSi LL採用了與任天堂DSi相同材質的特殊光澤螢幕，以防止沾黏指紋及髒汙。任天堂DSi LL有八種不同的主機顏色，不過部分特殊顏色只於特定地區銷售，包括白色、綠色、黃色、紅色及粉紅色等。另外，任天堂還曾發售兩種特別塗裝版本的任天堂DSi LL，分別為《LovePlus+》合作版本及《超級瑪利歐兄弟》25週年紀念版本。
任天堂DSi LL內建了「任天堂DSi瀏覽器」及《便攜筆記》應用程式，此外根據銷售地區的不同還會附贈其他軟體。

### 技術規格

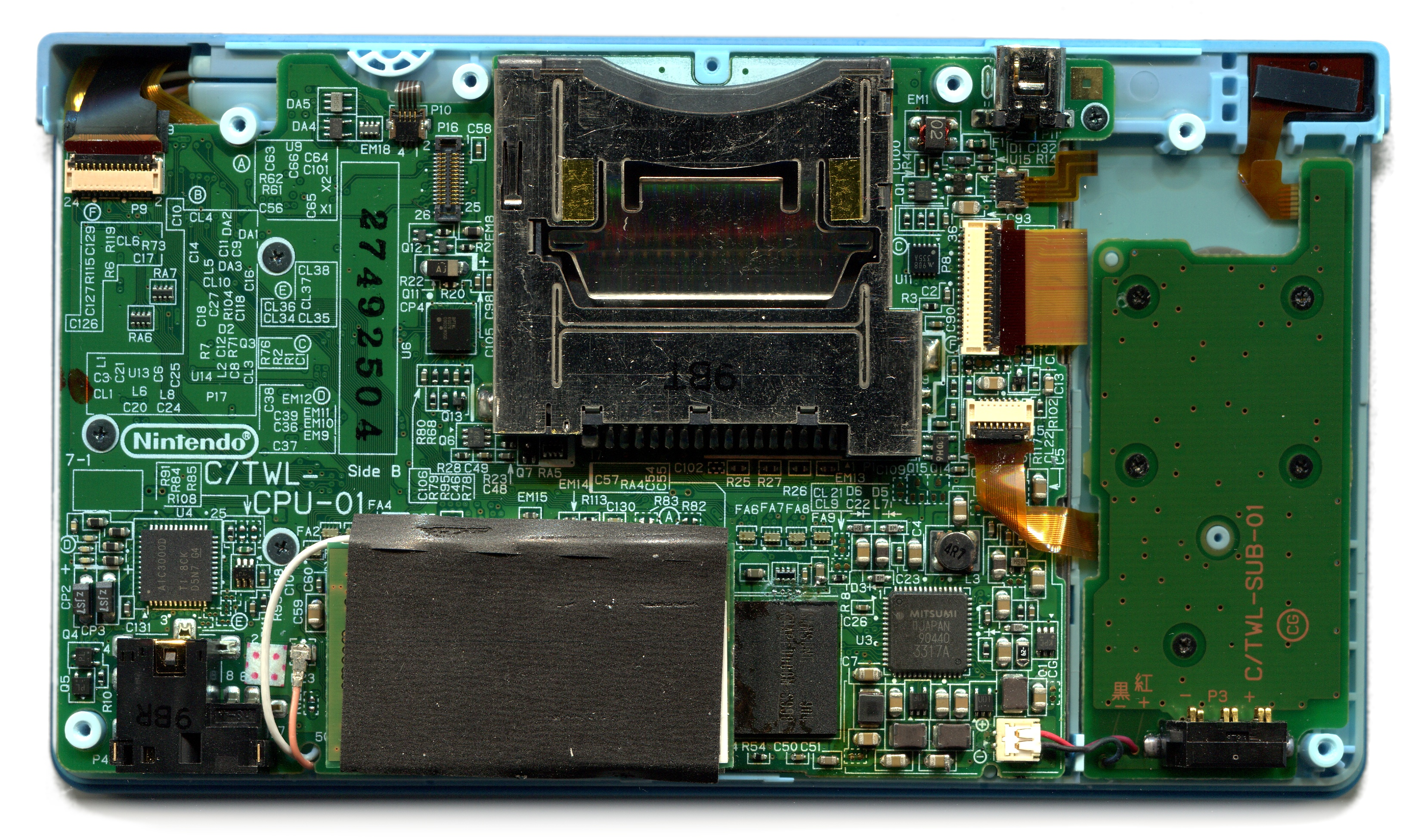
任天堂DSi之主機印刷電路板。

任天堂DSi較任天堂DS Lite擁有更快的中央處理器（CPU）及更多的隨機存取記憶體（RAM）；根據運行遊戲的不同，主機還可以自動分配及運用運算資源，達到效能最大化。任天堂DSi透過專用的編程積體電路（即微處理器）放大音效音量、提升音效品質，並將音效由數位訊號轉為類比訊號輸出。任天堂也將任天堂DSi主機板上多餘的空間減去、重新調整中央處理器位置，並加大電池容量。
任天堂DSi首度引進了相機功能，其相機解析度為30萬畫素，較多數行動電話及數位相機都低。據任天堂表示，由於多數軟體皆會使用相機，此舉可大幅加快相機反應速度，同時節省組建成本。
- 中央處理器（CPU）：任天堂DSi/DSi LL有兩個安謀ARM架構的處理器，分別為頻率134MHz的ARM9及頻率33MHz的ARM7[114]，其ARM9處理器速度是前代主機任天堂DS Lite的兩倍[110][115]。
- 隨機存取記憶體（RAM）：16MB，是前代主機的四倍[73]。
- 螢幕解析度：256 × 192，與前代主機相同[116]。
- 相機解析度：30萬畫素（640 × 480，即480p）。
- 儲存空間：內建快閃記憶體，容量為256MB[117]，並附有擴充插槽，支援SD卡（最多擴充2GB）及SDHC卡（最多擴充32GB）[118]。
- 電池：容量為840毫安培，較前代主機任天堂DS Lite的1000毫安培少[80]；循環充電次數約為500次[78]。在最低亮度設定的情形下，任天堂DSi電池續航力最多可達9至14小時，任天堂DSi LL電池續航力最多可達13至17小時，不過皆較任天堂DS Lite的15至19小時短[74][80]。

## 系統功能

任天堂DSi上部外觀

任天堂DSi採用的作業系統為任天堂DSi系統軟體，與任天堂的家用遊戲機Wii相同，也可透過網路升級韌體。任天堂DSi系統軟體將遊戲及應用程式以圖示方式呈現，預設內建有七個圖示，分別為「卡匣內遊戲」、「任天堂DSi照相館」、「任天堂DSi音樂館」、「任天堂DSi商店」、「任天堂DS下載遊玩」、「PictoChat」及「系統設定」，其他應用程式則可以在任天堂DSi商店中取得；玩家可以使用手指或觸控筆，自由調整圖示的位置。依據按壓電源按鈕的時間長度及地點，可以重置主機、返回主畫面或關閉主機。另外，任天堂DSi支援熱插拔機能，玩家可以在不重啟主機的情況下直接替換遊戲卡匣。
任天堂DSi比任天堂DS系列的其它主機支援更多多媒體格式。透過外接SD卡，可以讓主機存取進階音訊編碼（AAC）音訊檔案、圖片、影片及其它應用程式，其中圖片及應用程式還可轉移至內建儲存空間。「任天堂DSi照相館」應用程式中附有十種濾鏡特效，在攝影前可選擇效果套用。相片可以上傳至Wii的「相片頻道」中，並透過電視觀賞；在系統版本1.4升級後，還加入了對社群網站Facebook的支援。
「任天堂DSi音樂館」應用程式擁有播放音樂及錄音功能。錄製完畢後的音效檔案可以在應用程式內進行音高調整及濾波器套用等操作，最多可以儲存18個長度為10秒的音效檔。不過，音效檔無法轉移至SD卡上。另外，玩家還可以透過外接SD卡播放音樂，支援的格式包括採用.mp4、.m4a、.3gp等副檔名的音訊檔案，非AAC編碼的檔案格式如.mp3等則無法播放；在播放音樂時，也可同時套用濾波器特效。透過耳機，還可以在合上主機後繼續聆聽音樂。
在任天堂DS系列的繼任者任天堂3DS發售後，任天堂為任天堂DSi推出了專用的轉移軟體，可以將任天堂DSi主機上的圖片、音訊檔案及網路設定轉移至任天堂3DS。

### 網路
透過內建的802.11b/g Wi-Fi機能或任天堂的Wi-Fi USB網路轉接器（Nintendo Wi-Fi USB Connector），可以將任天堂DSi連接至任天堂的線上遊戲服務任天堂Wi-Fi連線；任天堂DSi支援的無線網路加密格式包括有線等效加密（WEP）、Wi-Fi加密協議（WPA，採用進階加密標準（AES）及臨時金鑰完整性協定（TKIP）安全協定版本）及第二版Wi-Fi加密協議（WPA2，也採用AES及TKIP安全協定版本），不過原版任天堂DS及任天堂DS Lite不支援WPA及WPA2，因此僅有特定為任天堂DSi發行的軟體支援協議。任天堂DSi最多可以儲存六個Wi-Fi設定，其中三個必須採用WEP加密協議，另外三個則沒有限制，還可以使用Wi-Fi保護設置（WPS）及代理伺服器設定。透過任天堂地區（Nintendo Zone）線上服務，還可以在靠近服務熱點基站時，自動以既有的Wi-Fi設定連線。

## 軟體陣容

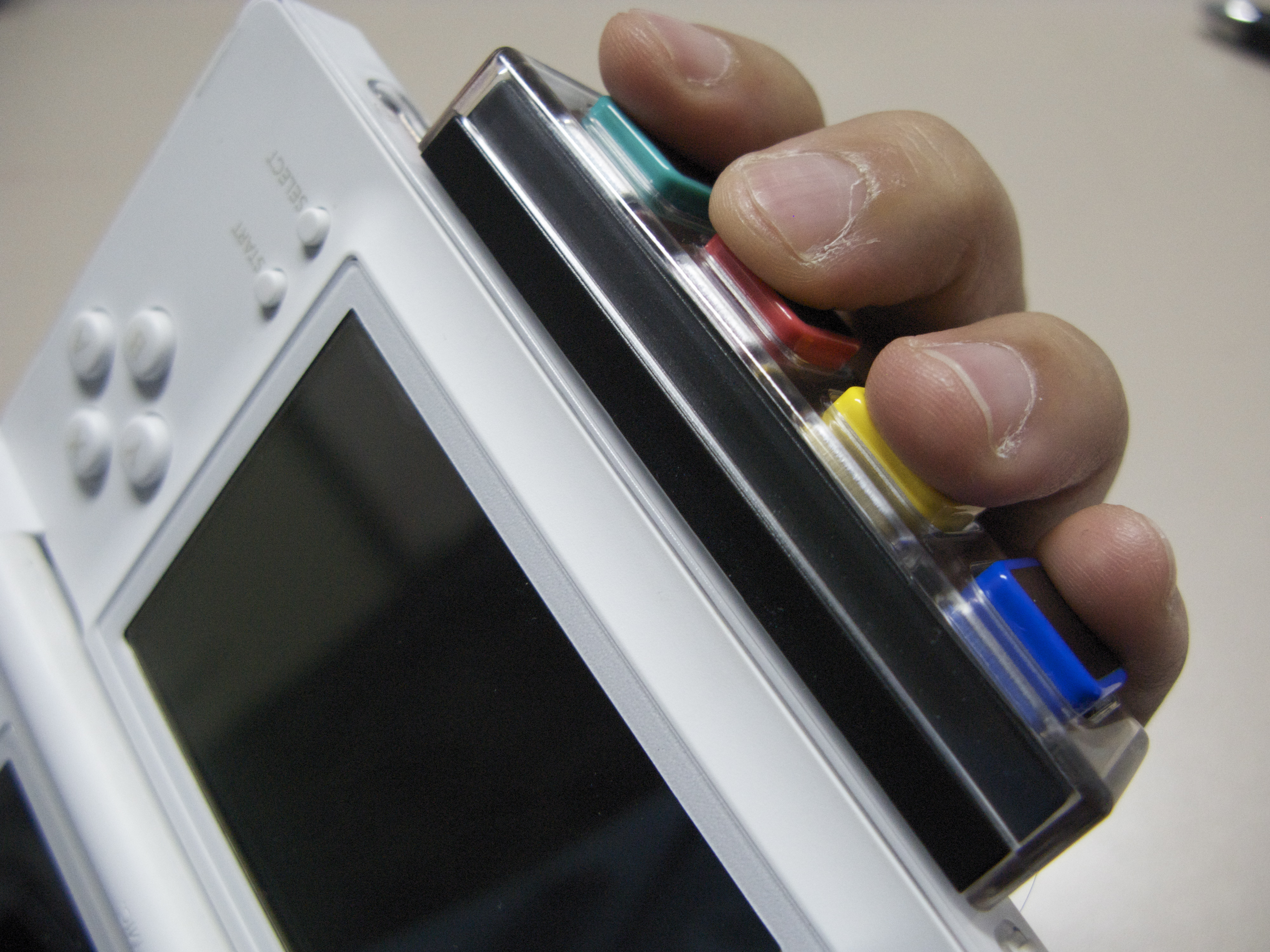
NDSi與需要使用GBA卡匣插槽的NDS，如系列所使用的吉他手把等不相容。

任天堂DSi與所有的原版任天堂DS及任天堂DS Lite遊戲皆相容；不過為了減少主機厚度及製造成本，任天堂DSi取消了任天堂DS系列一貫的向下相容設計，並移除了Game Boy Advance卡匣插槽。由於移除了GBA卡匣插槽，部分使用了該插槽的遊戲將無法運作，使用GBA卡匣插槽的配件，如任天堂官方的震動包及《吉他英雄：巡迴演出》系列所使用的吉他手把也無法在任天堂DSi上使用。標註有「DSi-enhanced」標籤的遊戲內含部分僅為任天堂DSi/DSi LL設計的遊戲功能，不過其他機能也能在其他任天堂DS系列遊戲機上運作；標註有「DSi-exclusive」標籤者則代表該遊戲為任天堂DSi專用遊戲，僅支援任天堂DSi/DSi LL機型。任天堂DSi是任天堂首部具備鎖區機能的掌上遊戲機，使在不同地區發售的遊戲不能交換使用。一般的任天堂DSi專用遊戲皆具有鎖區機能，不過原版任天堂DS及任天堂DS Lite遊戲、網路瀏覽及媒體分享相關軟體則無鎖區規範。另外，舊版的自製閃存卡也大多無法在任天堂DSi上運作。
與任天堂的家用遊戲機Wii相同，任天堂DSi也有平台專屬的線上商店任天堂DSi商店。玩家可透過任天堂DSi商店下載任天堂DSi專屬的DSiWare遊戲及其他軟體，付款方式為購買任天堂點數預付卡，並兌換為線上點數支付；多數軟體皆採用了三階段的定價方案。作為促銷手段，任天堂為每部任天堂DSi免費提供了1000點任天堂點數，使用期限依各地區而有所不同。另外，由任天堂及Opera軟體開發、專為任天堂DSi設計的網路瀏覽器任天堂DSi瀏覽器也同時上架。至2011年6月，已有超過350款遊戲及其它軟體上架任天堂DSi商店。大部分在任天堂DSi商店購買的遊戲皆可轉移至任天堂3DS，不過遊戲資料本身則無法轉移。
2016年9月30日，任天堂終止了任天堂點數的退款機能；2017年3月31日，任天堂DSi商店正式停止服務，但对于购买过DSiWare的任天堂DSi，任天堂DSi商店仍然继续为其运作，不过用户只能下载已经购买过的DSiWare。
| 遊戲標題                   | 開發商                    | 發行商                                        | 首發日期       | 首發日期       | 首發日期       |
| 遊戲標題                   | 開發商                    | 發行商                                        | 日本           | 北美           | 歐洲           |
| -------------------------- | ------------------------- | --------------------------------------------- | -------------- | -------------- | -------------- |
| Foto Showdown              | Alpha Unit                | Alpha Unit（日本） 科樂美（北美）             | 2009年11月19日 | 2010年3月9日   | 不適用         |
| System Flaw                | Visual Impact             | Storm City Games（日本） Enjoy Gaming（歐洲） | 不適用         | 2009年10月27日 | 不適用         |
| Picture Perfect Hair Salon | Sonic Powered             | 505遊戲                                       | 不適用         | 2009年11月24日 | 2009年11月13日 |
| 大人的DS臉部訓練遊戲       | Intelligent Systems       | 任天堂                                        | 不適用         | 不適用         | 2010年9月24日  |
| Hidden Photo               | Most Wanted Entertainment | PQube                                         | 不適用         | 不適用         | 2011年初       |

## 評價與影響
輿論普遍給予任天堂DSi正面評價，肯定其較任天堂DS Lite在主機設計及功能上的改進，不過對於其內容貧乏的獨佔遊戲陣容則予以批評。IGN的克雷格·哈里斯（Craig Horris）表示，任天堂DSi獨佔遊戲品質相差過大，任天堂DSi商店甚至在日本上線五個月後仍缺乏優質內容；CNET的傑夫·巴卡拉（Jeff Bakalar）也表示，只建議原版任天堂DS，而非在功能方面相差無幾的任天堂DS Lite用戶購買任天堂DSi；不過，PC World的詹·柏契蘭（Jan Berkieland）則認為應再給任天堂DSi一些時間發展獨佔數位內容。多數評論皆指責任天堂移除了Game Boy Advance卡匣插槽的設計，不過部分評論者，如PC World的達倫·格拉德斯通（Darren Gladstone）、Bit-Tech的喬·馬丁（Joe Martin）及IGN的哈里斯及史考特·羅威（Scott Lowe）則認為，以卡匣插槽交換外接SD卡功能以及全新的線上商店是可以接受的。不過，巴卡拉同時在其評論中表示：「我認為，與其只減少4公釐的主機厚度，完整保留卡匣插槽還更好一些。」
輿論也同時批評任天堂DSi相機相對於多數行動電話的畫素品質過低，不過也認為此舉間接的增加了主機的流暢度。哈里斯及羅威在其報導中表示，「這相機的唯一用途就是為自己及他人增添愚蠢低廉的照片。」並批評相機在低光源拍攝環境下的成品色調過於偏藍；任天堂DSi的相片編輯工具則褒貶不一：Bit-Tech的馬丁及里德（Reid）認為此工具只是噱頭，並無太大作用；巴卡拉及《彭博商業周刊》的克里夫·艾德華（Cliff Edwards）則有不同想法，認為此功能為開發者提供了一條新的開發面向。不過馬丁對此則反駁道：「此一工具的存在只是更加的孤立任天堂DS Lite用戶而已。」並認為「只是噱頭」的工具並不能被大眾所接受。另外，Eurogamer的湯姆·巴維爾（Tom Barwell）認為，任天堂DSi延續了任天堂掌上遊戲機Game & Watch及Game Boy系列的設計哲學，使用開發者較熟悉的已成熟技術，延伸出更多創新並可盈利的想法。巴維爾並表示，此功能使任天堂DSi自任天堂DS系列遊戲機中脫穎而出，讓開發者願意為其研發更多獨佔遊戲。
由於任天堂DSi在設計及功能上的諸多改進，多數媒體皆建議玩家在新挑選掌上遊戲機時選擇任天堂DSi。《洛杉磯時報》的皮特·梅茨格（Pete Metzger）表示：「（任天堂DSi）比較像是大幅改進版本，而非全新的產品。」同時也認為主機的新功能「為原本已經不錯的產品錦上添花」；格拉德斯通在其報導中給予了任天堂DSi 75/100分，認為任天堂「在任天堂DS系列遊戲機成熟的基礎上，添加了更多有用的多媒體機能。」哈里斯及羅威則表示，任天堂DSi「更像是漸進式的而不是革命性的產品。」高盛分析師馬修·J·法斯勒（Matthew J.Fassler）認為，任天堂DSi商店「有效的影響了大型量販店及經銷商的業績」；馬丁則認為，雖然任天堂DSi的相機及商店機能在開賣時並沒有大幅影響市場，不過仍逐漸改變了電子遊戲界的開發生態。
另一方面，《英國連線》的道格·拉斯蘭金（Douglas Rankine）與GamePro的麥金利·諾柏（McKinley Noble）認為，由於任天堂DSi LL（XL）增大了螢幕尺寸，使原本被忽略的《塗鴉冒險家》及《這個美妙的世界》等部分較精緻的原版任天堂DS遊戲再度受到關注。《電腦與電子遊戲》的麥克·傑克森（Mike Jackson）反駁此說法，認為由於任天堂DSi LL並不會提升原版任天堂DS遊戲的解析度，因此使遊戲出現鋸齒情形，反而更不美觀；不過，傑克森及IGN的羅威及克里斯·伯克（Chris Burke）皆同意任天堂DSi LL鮮豔清晰的螢幕色彩表現，的確使遊戲看起來更加生動。總結來說，多數媒體認為任天堂DSi LL並非必要性的升級；馬丁在他的報導中總結道：「如果你並不打算將遊戲機帶出門而只是想在客廳享受的話，那麼任天堂DSi XL（LL）才真正值得購買。」